# Faujasiopsis flexuosa
Faujasiopsis flexuosa là một loài thực vật có hoa trong họ Cúc. Loài này được (Lam.) C.Jeffrey mô tả khoa học đầu tiên năm 1992.